# CTR (lotnictwo)
Strefa kontrolowana lotniska, w skrócie CTR (ang. control zone) – Przestrzeń powietrzna kontrolowana od powierzchni ziemi lub wody do określonej wysokości ustalana najczęściej wokół portów lotniczych w celu zapewnienia bezpieczeństwa lotów wykonywanych z i do tego portu lotniczego. W zależności od wykorzystywanej klasy przestrzeni powietrznej, w strefie tej mogą być wykonywane loty VFR i IFR. Na każdy lot wykonywany w CTR trzeba złożyć plan lotu, a przed samym wlotem w nią bądź startem z niej uzyskać zgodę od odpowiedniego organu kontroli ruchu lotniczego, najczęściej wieży kontroli lotów, który może zezwolić, zezwolić z warunkami dotyczącymi np. prędkości bądź wysokości lotu bądź całkowicie odmówić wlotu. Strefa kontrolowana lotniska wojskowego określana jest terminem MCTR (ang. military control zone).

## W Polsce
W strefie kontrolowanej lotniska z definicji musi być zapewniana usługa kontroli ruchu lotniczego, tak więc przestrzeń powietrzna każdej strefy musi być zaklasyfikowana od A do E. W FIR Warszawa do tego celu używane są jedynie strefy klasy C oraz D.
Aktualnie poniższe polskie porty lotnicze posiadają strefę kontrolowaną lotniska wokół siebie:
- Port lotniczy Szczecin-Goleniów
- Port Lotniczy Gdańsk im. Lecha Wałęsy
- Port lotniczy Olsztyn-Mazury
- Port lotniczy Bydgoszcz-Szwederowo
- Port lotniczy Poznań-Ławica
- Port lotniczy Zielona Góra-Babimost
- Port lotniczy Łódź-Lublinek
- Port lotniczy Warszawa-Radom (w przypadku kontroli wojskowej aktywowany jest MCTR[3])
- Lotnisko Chopina w Warszawie
- Port lotniczy Warszawa-Modlin
- Port lotniczy Katowice-Pyrzowice
- Port lotniczy Wrocław-Strachowice
- Port lotniczy Kraków-Balice
- Port lotniczy Rzeszów-Jasionka
- Port lotniczy Lublin